# Natascha Mair
Natascha Mair (* 6. Februar 1995 in Wien) ist eine österreichische Balletttänzerin. Von 2012 bis 2020 war sie Mitglied des Wiener Staatsballetts der Wiener Staatsoper und Volksoper Wien, dessen Erste Solotänzerin sie seit 2018 war. Von 2020 bis 2023 war sie Principal Dancer beim English National Ballet. Derzeit (Stand November 2023) arbeitet Natascha Mair als freiberufliche Ballerina und geht verschiedenen Projekten nach.

## Leben
Natascha Mair ist Tochter einer Kärntnerin und eines Wieners und wuchs in Kaisermühlen auf. Ihre Ausbildung erhielt sie ab ihrem siebten Lebensjahr an der Ballettschule Wiener Staatsoper, wo sie unter anderem von Gabriele Haslinger, Karen Henry, Galina Skuratova und Evelyn Téri unterrichtet wurde. Sie übersprang ein Schul- und ein Ausbildungsjahr und legte die Matura, Ballett-Diplomprüfung 2012 mit Siebzehn ab und wurde ab der Saison 2012/13 an das Wiener Staatsballett engagiert. 2012 wurde sie auch beim Internationalen Wettbewerb für Ballettschulen in Peking mit dem Preis der Jury ausgezeichnet, außerdem erhielt sie den ersten Preis beim Premio Roma Danza.
2014 wurde sie zur Halbsolistin des Wiener Staatsballetts befördert und erhielt den Förderpreis des Ballettclubs Wiener Staatsoper und Volksoper. 2016 avancierte sie zur Solotänzerin. Im Dezember 2018 wurde sie zur Ersten Solotänzerin des Wiener Staatsballetts ernannt.
An der Wiener Staatsoper war sie unter anderem als Kronprinzessin Stephanie in Mayerling zu sehen, als Clara im Nussknacker, als Henriette in Raimonda, als Lise in La Fille mal gardée, als verzauberte Prinzessin in Dornröschen, als Olga in Onegin sowie in Don Quichotte und in Schwanensee. Im Jänner 2019 feierte sie als Swanilda in der Premiere von Coppélia in einer Choreografie von Pierre Lacotte an der Volksoper Wien Premiere, im November 2019 an der Staatsoper mit dem Ballett Jewels des Choreografen George Balanchine.
Nach dem Ende der Amtszeit von Ballettdirektor Manuel Legris wechselte sie im Herbst 2020 zum English National Ballet nach London.
Fernsehauftritte hatte bei sie den Übertragungen des Neujahrskonzertes der Wiener Philharmoniker sowie den Eröffnungen des Wiener Opernballes.

## Auszeichnungen (Auswahl)
- 2012: Preis der Jury beim Internationalen Wettbewerb für Ballettschulen in Peking[11]
- 2012: Erster Preis beim Premio Roma Danza
- 2014: Förderpreis des Ballettclubs Wiener Staatsoper und Volksoper